# NGC 617
NGC 617 je galaksija u zviježđu Kit.

## Vanjske poveznice
- SEDS: NGC 0617